# بخشنامه
بخشنامه دستورالعملی است که وزیران خطاب به همکاران قلمرو مأموریت خود و در مقام تفسیر و بیان شیوهٔ اجرای قوانین و مقررات یا به منظور حسن اجراء و تنظیم امور داخلی دستگاه‌ها صادر می‌نمایند. به عبارت دیگر، بخشنامه عبارت است از تعلیم یا تعلیمات کلی و یکنواخت و به صورت کتبی که از طرف مقام اداری به  مرئوسین برای ارشاد به مدلول و طرز تطبیق قانون یا آیین‌نامه داده شود و نباید مخالف قانون یا آیین‌نامه باشد. بخشنامه قابل استناد در دادگاه نیست و فی حد ذات منشأ حق و تکلیف جدیدی نیست و در صورت تعارض با قانون یا آیین‌نامه نباید به آن عمل کرد.
بخشنامه نمی‌تواند ایجادکنندهٔ حق و تکلیف جدیدی باشد و به همین دلیل مستند رأی دادگاه قرار نمی‌گیرد و اصحاب دعوا نیز نمی‌توانند به آن استناد کنند. از این رو گفته می‌شود که بخشنامه‌ها همیشه جنبهٔ اعلامی داشته و همیشه شارح است، نه مؤسس؛ و بخشنامه جایگاهی در سلسله‌مراتب قانون در معنای عام آن، ندارد و از منابع حقوق به‌شمار نمی‌رود و این که گاه در طبقه‌بندی قوانین، بخشنامه را هم ذکر می‌کنند، نباید موجب این توهم شود که بخشنامه نیز قانون است.
جایگزین شدن بخشنامه‌ها به جای قانون به اصل تفکیک قوا در قانون اساسی خدشه وارد نماید و نمی‌توان در قالب بخشنامه قانون وضع نمود.
صدور بخشنامه‌های متعدد از مصادیق فساد در جامعه است.

## ضمانت اجرای بخشنامه
عده‌ای عقیده دارند که بخشنامه‌ها فاقد ضمانت اجرا هستند و بیشتر جنبهٔ ارشادی دارند و ترهیب‌کنندهٔ صرفند. عده‌ای دیگر نیز نظر دارند که درست است که بخشنامه‌ها به‌طور مستقل فاقد ضمانت اجرایند، اما با عنایت به این‌که «علی اصول» مفاد بخشنامه محتوی قانون است، به عبارت دیگر، محتوی آن «تأکید حکم یا مفهوم قانون» است، بنابراین نقض آن، نقض قانون محسوب گردیده و به جهت فوق، تخلف محسوب می‌شود، اما آن‌ها نیز معتقدند نقض بخشنامه فی حد ذات فاقد ضمانت اجراست.

## مبنا و مستند بخشنامه‌های قوهٔ مجریه
مستند بخشنامه‌های مقامات دولتی در ایران، اصل ۱۳۸ قانون اساسی است که مقرر می‌دارد علاوه بر مواردی که هیئت وزیران یا وزیری مأمور تدوین آیین‌نامه‌های اجرایی قوانین می‌شود، هیئت وزیران حق دارد برای انجام وظایف اداری و تأمین اجرای قوانین و تنظیم سازمان‌های اداری به وضع تصویب‌نامه و آیین‌نامه بپردازد. هر یک از وزیران نیز در حدود وظایف خویش و مصوبات هیئت وزیران حق وضع آیین‌نامه و صدور بخشنامه را دارد ولی مفاد این مقررات نباید با متن و روح قوانین مخالف باشد.
دولت می‌تواند تصویب برخی از امور مربوط به وظایف خود را به کمیسیون‌های متشکل از چند وزیر واگذار نماید. مصوبات این کمیسیون‌ها در محدودهٔ قوانین پس از تأیید رئیس‌جمهور لازم‌الاجرا است.

## شرط ماهوی بخشنامه
برای آن‌که محدودهٔ موضوعی صلاحیت وضع بخشنامه مشخص باشد قانون اساسی علاوه بر اطلاق بند آخر اصل ۸۵ در انتهای اصل ۱۳۸ تصریح کرده‌است: هر یک از وزیران نیز در حدود مصوبات هیئت وزیران حق وضع بخشنامه را دارد ولی مفاد آن نباید با متن و روح قوانین مخالف باشد؛ بنابراین اعتبار بخشنامه منوط است به این‌که «در حدود مصوبات هیئت وزیران باشد» و «با متن و روح قوانین در تضاد نباشد».
به لحاظ ماهوی بخشنامه نباید با منابع حقوقی برتر مثل قانون و آیین‌نامه در تعارض باشد.

## جرم‌انگاری صدور آیین‌نامه یا بخشنامهٔ مغایر با قانون
در قانون مجازات عمومی سابق، صدور بخشنامه مغایر قانون جرم محسوب می‌شد و برای آن مجازات پیش‌بینی شده بود. در این قانون، تغییر قانون جرم‌انگاری شده بود؛ در حال حاضر چنین «ضمانت اجرایی» دیده نمی‌شود.

## لزوم تطابق بخشنامه با قوانین
بخشنامه، نباید مخالف قانون باشد و اگر و تنها اگر مخالف صریح قانون نباشد از سوی مرئوس لازم  الاتباع است. اگر بخشنامه یا آیین‌نامه‌ای ناقض قانون باشد، این بخشنامه یا آیین‌نامه است که اعتبار ندارد و نباید به آن ترتیب اثر داده شود.
قضات دادگاه‌ها مکلفند از اجرای تصویب‌نامه‌ها و آیین‌نامه‌های دولتی که مخالف با قوانین است خودداری کنند.

## تکلیفی
بخشنامه‌هایی هستند که برای همکاران ایجاد تکلیف می‌نماید این بدان معناست که کارمندان به حکم انضباط مبتنی بر سلسله‌مراتب موظف به اطاعت از صدور دستور مقام مافوق محسوب می‌شوند و در غیر این‌صورت رسیدگی به این تخلف در صلاحیت دادگاه‌های اداری است.

## مرجع کنترل بخشنامه‌ها و آیین‌نامه‌ها
در نظام حقوقی ایران برای جلوگیری از وضع بخشنامه‌های مغایر، نهادی به نام شورای نگهبان پیش‌بینی شده‌است (اصل ۴ قانون اساسی)؛ همچنین دیوان عدالت اداری، مرجع ابطال آیین‌نامه‌های مغایر با شرع و قانون است.
قضات دادگاه‌ها نیز مکلفند از اجرای تصویب‌نامه‌ها و آیین‌نامه‌های دولتی که مخالف با قوانین است خودداری کنند؛ و هر شخصی اعم از حقوقی یا غیرحقوقی نیز می‌تواند ابطال بخشنامه‌ها و آیین‌نامه‌های خلاف قانون را از دیوان عدالت اداری بخواهد.

## معضلات
بخشنامه‌های متعدد، زمینهٔ فساد را فراهم می‌آورد. صدور بخشنامه‌های متعدد از مصادیق فساد در جامعه است و حضور دستورالعمل‌ها و بخشنامه‌های متعدد زمینه‌ساز فساد می‌شود که گاهی از سوی دولت‌های غیرمسئولیت‌پذیر، این اقدامات صورت می‌پذیرد.
همچنین جایگزین شدن بخشنامه‌ها به جای قانون به اصل تفکیک قوا در قانون اساسی خدشه وارد نماید، پس نمی‌توان در قالب بخشنامه قانون وضع نمود.
علاوه بر این، اعطای هرگونه امتیاز یا اولویت اضافی در بخشنامه‌ها، می‌تواند منجر به برهم خوردن «رقابت» در بازار شود؛ و در چنین فضایی نمی‌توان احساس امنیت کرد و بنگاه‌داران و بخش خصوصی آیندهٔ مناسبی برای خود پیش‌بینی نخواهند کرد. چراکه بخش خصوصی یا یک بنگاه تمام ریسک‌های ایجاد یک بنگاه را با فعالیت‌های اقتصادی می‌پذیرد و اگر رقابت منصفانه‌ای وجود نداشته باشد، برای فعالیت وی آینده‌ای قابل ترسیم نیست؛ بنابراین اگر با بهترین زیرساخت‌ها نیز پا به عرصه بگذارد، امتیاز اضافی که رقیب او دارد، یا به موجب بخشنامه‌های گاهی ناگهانی پیدا می‌کند، باعث می‌شود وی همهٔ هزینه‌هایی که کرده روی دستش بماند.

## رانت
از زمان پیشنهاد بخشنامه‌ها تا ابلاغ آن‌ها مراحلی با عنوان کارشناسی سپری می‌شود و در مراحل تصویب و ابلاغ این بخشنامه‌ها بسیاری از کارشناسان و کارمندان مرتبط نیز از ابعاد آن مطلعند و این مسئله سبب می‌شود بسیاری از افرادی که نفوذ اطلاعاتی خوبی در دستگاه‌ها و ارگان‌ها دارند فرصت‌های ارزشمندی را به دست آورند تا با خریدِ اطلاعات از فضای زمانیِ موجود پیش از ابلاغِ بخشنامه‌ها استفاده (سوءاستفاده) کنند؛ و در نتیجه در مجموع به کمک بخشنامه‌ها شرایطی فراهم است که افرادی فرصت‌طلب از آن سوءاستفاده کنند. این سواستفاده‌ها سبب می‌شود برخی افرادِ خاص با استفاده از همین اطلاعات سودهای کلان و پول‌های بادآورده زیادی به جیب زده و بهترین استفاده را از این قوانین داشته باشند؛ و بدین‌ترتیب افرادی با آگاهی از قوانینی که قرار است در آینده اجرا شود و با استفاده ار رانت‌های خود می‌توانند درآمدهایی عالی داشته باشند و در مقابل گروهی که هیچ ارتباط و رانتی نداشته‌اند با «ابلاغ ناگهانیِ» بخشنامه‌ها ناگهان به‌شدت متضرر شده و کسب و کارشان در نابودی میگرد.

## بخشنامه‌های آنی و بدون اطلاع‌رسانی پیش از موعد کافی
مسئولانی که توانایی صادرکردن بخشنامه‌ها را دارند باید بدانند که، نباید بخشنامه‌های آنیِ آنان امنیت کسب‌وکار فعالان اقتصادی را با مخاطره مواجه کند. در غیر این‌صورت بخشنامه‌ها نه تنها موجب ساماندهی مبادلات تجاری نخواهد شد بلکه موجب ایجاد هرج و مرج نیز می‌شود و با سلبِ فرصتِ تطبیق از فعالان اقتصادی، گاه خسارات جبران‌ناپذیری به آنان وارد می‌کند. با ناگهانی بودن ابلاغِ بخشنامه‌ها آسیب‌های جدی به فعالان اقتصادی وارد می‌شود.

## کسب غرامت به موجب بخشنامه‌های ناگهانی و مغایر با قوانین
بخش خصوصی به لحاظ حقوقی می‌تواند در رابطه با بخشنامه‌های متعدد یا بخشنامه‌های متناقض با قوانین از دولت درخواست غرامت داشته باشد. بدین ترتیب که، مطالبهٔ زیان یک دعوا است و این دعوا باید در چارچوب خود در یک مرجع رسیدگی طرح شده و خواهان و خواندهٔ آن معلوم شده و موضوع ادعا، خواسته و مستندات اصل این ادعا و انتصاب آن به دولت و میزان زیان وارده نیز مشخص باشد؛ در این فضا است که یک مرجع می‌تواند تصمیم‌گیری بکند و خسارت‌دیدگان حق دادخواهی در دیوان عدالت اداری برای جبران خسارت وارده را خواهند داشت.

## راه‌کارها برای رعایت در تدوین و ارائهٔ بخشنامه‌های درست
یکی از این مواردِ راه‌کار برای رعایت در تدوین و ارائهٔ بخشنامه‌های درست، لایحهٔ مدیریت تعارض منافع در خدمات عمومی است که دولت‌ها باید حتماً در ارتباط با فعالان بخش خصوصی آن را در نظر بگیرند.